# .500 Black Powder Express
El .500 Black Powder Express refiere a una serie de casquillos desarrollados para cargar pólvora negra, de diferentes longitudes, los cuales surgieron en la década de 1860.

## Desarrollo
El calibre se ofreció en varias longitudes de caja, incluyendo variantes de 11⁄2 pulgadas, 2 pulgadas, 21⁄4 pulgadas, 25⁄8 pulgadas, 3 pulgadas y 31⁄4 de pulgada, varios tuvieron éxito y continuidad mientras que otros duraron sólo un período corto. 
Las versiones de 3 pulgadas y de 31⁄4 han sobrevivido hasta el día de hoy, como el .500 Nitro for Black de 3 pulgadas y el .500 Nitro for Black de 31⁄4 pulgadas cargados con cargas suaves de pólvora sin humo moderna, cuidadosamente equilibrados mediante pruebas para replicar la balística de la versión de pólvora Black.  Los dos cartuchos ofrecen un rendimiento balístico casi idéntico entre sí y son muy similares al .50-140 Sharps .

### Cargas de Nitro Express
Las versiones de 3 pulgadas y 31⁄4 pulgadas fueron posteriormente cargados con cordita sin humo, resultando en el .500 Nitro Express, y la versión de 3 pulgadas se convirtió en la más popular.

### Casquillo padre
En la década de 1870, los casquillos para el cartucho de 31⁄4 pulgada se redujeron a 0,45 pulgadas para crear el .500/450 Magnum Black Powder Express que a su vez, cuando se cargó con cordita, se convirtió en el .500/450 Nitro Express . Después de la prohibición por parte del gobierno británico en 1907 de municiones calibre .450 en India y Sudán, el .500/465 Nitro Express y el .470 Nitro Express se formaron a partir de este cartucho.

## Dimensiones

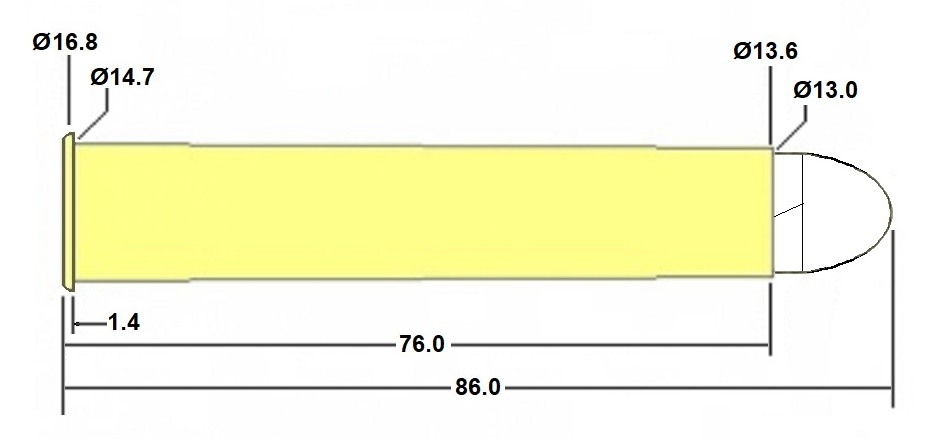

## Usar
El .500 BPE se consideraba un buen cartucho para caza de presas de tamaño mediano. 
El .500 BPE nunca fue muy apreciado para la caza en África,  sin embargo, fue popular en la India, donde se le dio uso para la caza de tigres. 
Jim Corbett era propietario de un rifle .500 BPE antes de cambiar a un rifle doble .400 Jeffery Nitro Express,  cargado con cordita. Este rifle se usó para despachar al primer devorador de hombres que disparó, el  Tigre de Champawat. . 